# هاري ويلسون (لاعب كريكت)
هاري ويلسون (بالإنجليزية: Harry Wilson)‏ (1873 في المملكة المتحدة - 13 أغسطس 1906 في المملكة المتحدة) هو لاعب كريكت بريطاني (وحمل سابقاً جنسية المملكة المتحدة لبريطانيا العظمى وأيرلندا). لعب مع نادي مقاطعة ورسسترشاير للكريكيت ‏.

## وصلات خارجية
- هاري ويلسون على موقع إي آس بي آن كريك إنفو (الإنجليزية)